# Liste der Mitglieder des Landtages (Freistaat Anhalt) (1. Wahlperiode)
Diese Liste gibt einen Überblick über alle Mitglieder des Landtages des Freistaates Anhalt (konstituierende Landesversammlung) in der 1. Wahlperiode (1918 bis 1920).
Die Wahl fand am 15. Dezember 1918 statt.

## Sitzverteilung
| Partei                                    | Stimmanteil in % | Sitze     |
| ----------------------------------------- | ---------------- | --------- |
| SPD                                       | 58,03 %          | 22 Sitze  |
| DDP                                       | 34,05 %          | 12 Sitze  |
| Deutschnationale Volkspartei und Landbund | 5,93 %           | 2 Sitze   |
| Deutsche Mittelstandspartei               | 2,0 %            | kein Sitz |

## Mitglieder
| Name                          | Partei    | Bemerkung |
| ----------------------------- | --------- | --------- |
| Johann Arzberger              | SPD       |           |
| Emil Baumecker                | DDP       |           |
| Rudolf Beume                  | unbekannt |           |
| Moritz Beyer                  | DDP       |           |
| Emil Brinkmann                | SPD       |           |
| Hermann Cohn                  | DDP       |           |
| Heinrich Deist                | SPD       | bis 1919  |
| Paul Max Hermann Ehnert       | SPD       |           |
| Martin Espenhahn              | SPD       | seit 1919 |
| Paul Fiedler                  | DDP       |           |
| Otto Karl Fischer             | SPD       | bis 1919  |
| Karl Friedrich Föhr           | DDP       |           |
| Adolf Günther                 | DDP       |           |
| Max Günther                   | SPD       |           |
| Karl Haberlag                 | SPD       |           |
| Fritz Hesse                   | DDP       |           |
| Hugo Jäntsch                  | DNVP      |           |
| Gustav Jeuthe                 | SPD       |           |
| Marie Kettmann                | SPD       |           |
| Karl Friedrich Ferdinand Kind | DNVP      |           |
| Otto Körting                  | SPD       | seit 1919 |
| Hermann Krüger                | SPD       |           |
| Georg Leonhardt               | DDP       |           |
| Adolf Linke                   | SPD       |           |
| Alexander Malchow             | DDP       |           |
| Ernst Mittag                  | SPD       |           |
| Siegfried Moll                | DDP       | seit 1919 |
| Ernst North                   | DDP       |           |
| Richard Paulick               | SPD       | bis 1919  |
| Heinrich Peus                 | SPD       |           |
| Franz Reichert                | SPD       | seit 1919 |
| Karl Röder                    | SPD       |           |
| Kurt Schwarze                 | DDP       |           |
| Alfred Sommer                 | SPD       |           |
| Karl Speckhardt               | SPD       |           |
| Heinrich Stahmann             | SPD       |           |
| Wilhelm Theuerjahr            | SPD       |           |
| Fritz Willi Thiemann          | DDP       |           |
| August Trautewein             | SPD       |           |
| Wilhelm Voigt                 | SPD       | bis 1919  |
| Emil Wooge                    | SPD       |           |
| Maximilian Zahn               | DDP       |           |
| Hermann Zwoch                 | SPD       |           |